# Zeughaus (Innsbruck)
Lo Zeughaus di Innsbruck è nato come arsenale militare all'inizio del XVI secolo ed è divenuto in seguito una sede museale, una delle cinque sedi del Tiroler Landesmuseen. Le altre sedi sono:
- Ferdinandeum
- Hofkirche, Chiesa di Corte
- Innsbrucker Riesenrundgemälde e Kaiserjägermuseum tirolese
- Museo dell'arte popolare tirolese

## Storia

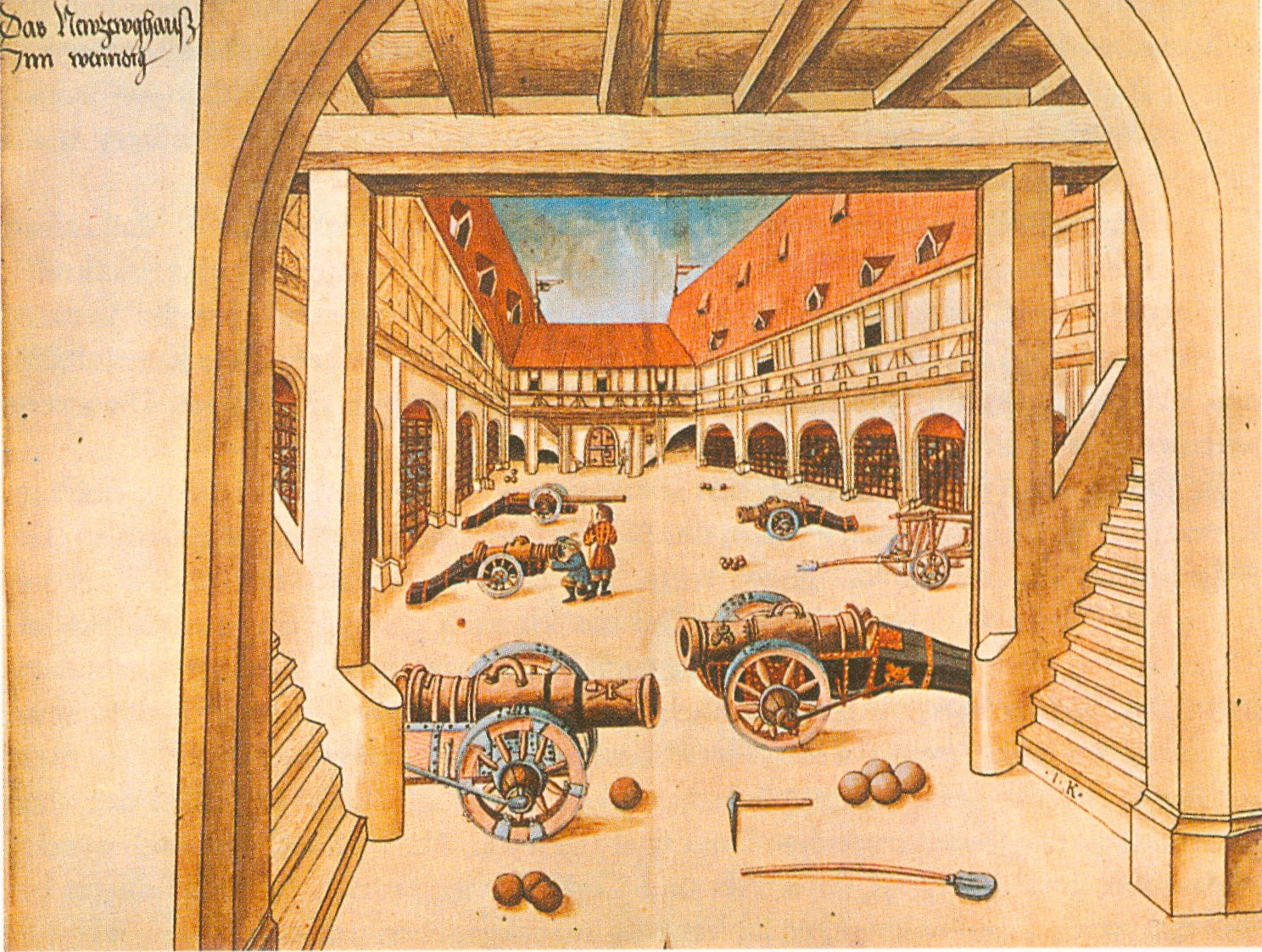
Armeria di Innsbruck nel 1507 circa

L'armeria venne fatta costruire da Massimiliano I d'Asburgo dal 1500 al 1505 vicino al fiume Sill e accanto alla città di allora. Servì a lungo come deposito di materiale bellico come cannomi ed altre armi leggere. Nelle vicinanze sorgeva una fonderia fondamentale per la produzione militare. Nel suo periodo di attività arrivò ad ospitare sino a 150 cannoni. Sino quasi alla fine dell'Impero austro-ungarico rimase una caserma con armeria. Dalla metà degli anni sessanta del XX secolo è stato restaurato dopo anni di abbandono e trasformato in museo statale tirolese di storia (Tiroler Landeskundliches Museum), inaugurato nel 1973.

## Descrizione
L'esposizione permanente di armi ed altro materiale è in fase di ristrutturazione. In questo periodo è visitabile la mostra speciale "Il denaro fa la storia".